# Aphirape
Aphirape là một chi nhện trong họ Salticidae.